# (1412) Lagrula
(1412) Lagrula est un astéroïde de la ceinture principale.

## Description
(1412) Lagrula est un astéroïde de la ceinture principale. Il fut découvert le 19 janvier 1937 à Alger par Louis Boyer. Il présente une orbite caractérisée par un demi-grand axe de 2,21 UA, une excentricité de 0,11 et une inclinaison de 4,7° par rapport à l'écliptique.

## Compléments